# Kamaszkor
A kamaszkor (másnéven: serdülőkor, pubertáskor, tinédzserkor) embereknél a 10-12-től 16-18 éves korig terjedő életszakasz, átmenet a gyermekkor és a felnőttség között, amelynek során a nemi hormonok elkezdik működésüket, kialakulnak a másodlagos nemi jellegek, és ezekkel párhuzamosan jelentős lélektani változások következnek be.
A fiatal ekkor kezdi formálni saját véleményét, ízlését, a legtöbb gyerek ekkor próbálgatja az önállóságot.
A serdülőkor kezdete és vége a történelem során eltérően alakult. A pubertás időszaka napjainkra jelentősen meghosszabbodott, egyrészt korábban kezdődik, másrészt huszonéves korig is elhúzódhat, a változás időszaka akár 10-12 évre is nyúlhat. A korábbra tolódás oka feltételezések szerint a mesterséges adalékanyagokkal kezelt élelmiszerekben, a későbbi befejeződés oka a társadalmi változásokban keresendő.

## A kamaszkor szakaszai a lányoknál
A lányoknál a mellnövekedés az első jele a serdülőkornak. A folyamat a mellbimbó alatt indul meg apró csomók megjelenésével. A pubertáskor alatt a mellek tovább fejlődnek és növekednek később is.
Körülbelül fél évvel a mellek növekedésének kezdete után, megindul a testszőrzet és a nemi szőrzet kialakulása. Ez a folyamat a mell növekedése előtt is bekövetkezhet. Általában a szeméremtájékon, a lábakon, a hónaljnál és egyéntől függően más helyeken is jelentkezhet a kialakulása.
Az első menstruáció (menarche) a mellnövekedést követően körülbelül két évvel jelenik meg. Először a szinte kimutathatatlan ovulációval kezdődik, majd bekövetkezik az első valódi menstruáció is. Általában 9 és 16 éves kor között történik meg az első vérzés.
A kamaszkor során a lányoknál a vagina is jelentős változáson megy keresztül. Nagyobb lesz, sötétebb színű és nyitottabb a combok felé. Az első menstruáció után jellemző a jelentős magasságnövekedés is. A végtagok, a karok, a lábak a csípő gyakran gyorsabban nő, mint a többi testrész. Ahogy a csípő megnő, a szervezet annyi testzsírt halmoz fel, amennyi a normális menstruációhoz szükséges.

## A kamaszkor szakaszai fiúknál

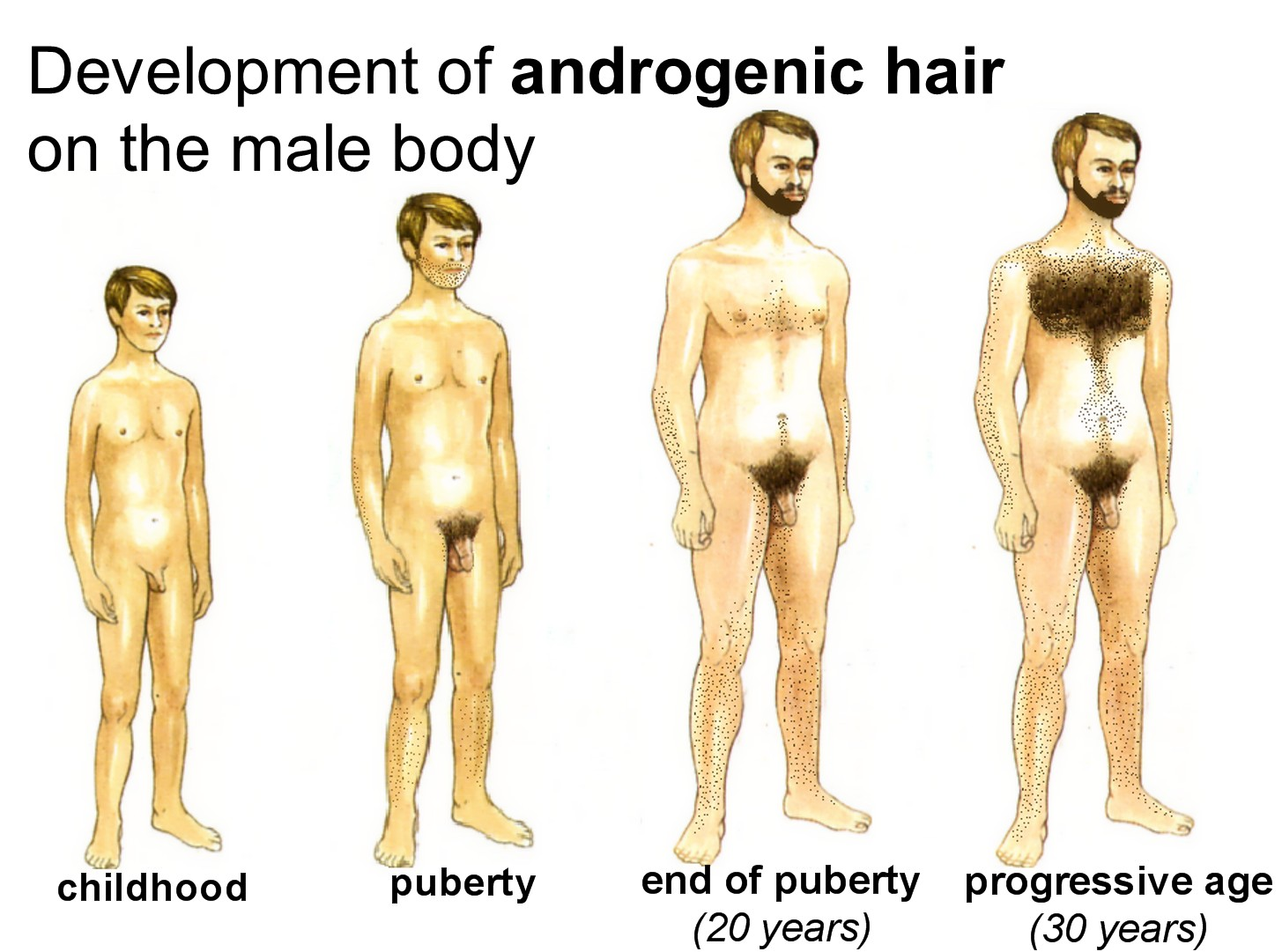
Testszőrzet kialakulása a férfi hormonok hatására a pubertás alatt

A serdülő fiúk kamaszkorának kezdete általában hatalmas magasságnövekedéssel kezdődik. Mivel a pubertáskor a fiúknál később kezdődik, mint a lányoknál, ezért lehetséges, hogy az ugyanolyan idős lányok magasabbak, mint fiú társaik.
A serdülőkor során a fiúk gyorsan növekedhetnek és izmosodhatnak. Emellett minimális mellnövekedés is bekövetkezhet.
A kamaszkor alatt a pénisz és a herék elérik felnőtt méretüket. A herék növekedése a pénisz növekedése előtt következik be, és a hímvessző gyorsabban nő hosszában, mint széltében. 
A szőrnövekedés is a serdülőkor velejárója. Elsőként a hímvesszőn, majd a lábakon és a végbélnyílás körül jelenik meg, de egyre inkább az egész testen elindul majd ez a fejlődés. Végül a mellkason és az arcon is szőrzet jelenik meg. 
A serdülőkor során – gégéjük öblösödése, valamint elsősorban hangszálaik ebből is adódó megnyúlása és vastagodása miatt – a fiúk hangja fokozatosan mélyül, mutál, ami átmeneti hangmagasság-ingadozással, hangelcsuklással is járhat.

## Kamaszkori lelki változások
```
Erik H. Erikson
 elmélete szerint az egyén 
személyiségfejlődése
 a 
születésétől
 a 
haláláig
 tartó folyamat. Az élethosszig tartó változás egyik mérföldköve a pubertás, mely természetes, fejlődési 
krízissel
 jár. Ekkorra tehető az 
identitás
 kialakulása, a 
jövőre
 vonatkozó, hosszútávra szóló döntéshozatalok, mint például a pályaválasztás.
```

Az egyén ellentmondásos érzések közepette leválik a szüleiről, elszakad a gyermekkorától, azonban még nem lép át a felnőttkorba, problémamegoldó képessége éretlen, magatartásában felfedezhetők gyermeki és felnőttes vonások is. Vitatkozik, lázad és kérdőre von, keresi önmagát. Viselkedésével és külsejével is különbözni akar a felnőttektől. A szülők és más, korábban meghatározó szerepet betöltő felnőttek befolyása csökken, helyette valamely ifjúsági szubkultúra válik meghatározóvá, a kortársak hatása felerősödik.
A fejlődési krízis sikeres megoldása esetén a serdülő képes összhangba hozni korábban megszerzett információit önmagáról, amelyek nem mutatnak nagy eltéréseket a külvilág róla alkotott képétől, túl van az önmeghatározás korszakán, a szociális szerepvállalásokon, valamely eszme iránti elköteleződésen. Az identitás kialakulásának életszakasza ideális esetben a húszas évek elejére befejeződik.

## Serdülőkori veszélyek
A moratórium (halasztás) a serdülőkori változás azon formája, mely krízissel jár, de az elköteleződés késleltetett, a fiatal válaszokat keres a „Ki vagyok én?” kérdésre, különböző szerepeket próbál ki.
Korai zárásról beszélünk a moratórium időszakának elmaradásakor, amikor az egyén krízis nélkül köteleződik el, többnyire a szülei értékrendszere alapján.
Az identitásdiffúzió a serdülőkor életformává alakulása, stagnálás, személyiségfejlődés helyett korábbi fejlődési szintre történő visszacsúszás, gyakran vezet túlzott alkohol- vagy kábítószer-fogyasztáshoz.
A serdülők éretlen megoldási módjai közé tartozik a szökés, a csavargás, a fiatal kilép a szorongató helyzetből, környezetének elhagyásával csökkentve a felszültségét. Az alkohol- és kábítószer-fogyasztás egyre több tinédzsert érint, hátterében gyakran valamilyen válsághelyzet áll.
Pubertáskorban jelentkezhetnek öngyilkossági gondolatok, azonban az önsértő viselkedés kialakulásában szerepet játszanak a pszichopatológiai tényezők, a problémamegoldó stratégiák fejletlensége, a kortárscsoport vagy a család negatív mintáinak követése is. Az öngyilkosság miatt bekövetkező halálozás a 14-19 éves korosztály esetében a második vagy harmadik halálok hazánkban.

## Kommunikáció serdülőkorban
A pubertáskori bizonytalanság következtében a fiatal kortársaitól vár megerősítést, az én-közlések helyett többes szám első személyben kommunikál, véleményének, érzelmeinek kimondásakor hajlamos a csoport nevében beszélni.
Az ifjúsági argó (szleng), a fiatalokra jellemző, felnőttekétől eltérő szókészlet, nyelvhasználat kifejezi az egy közösséghez, a kortárscsoporthoz tartozást. A serdülők speciális nyelvhasználatukat tudatosan is alkalmazzák, amennyiben a felnőttek felé autonómiájuk kifejezése a szándékuk. Megfelelni vágyás esetén a fiatalok próbálnak alkalmazkodni, háttérbe szorítják az argót, ami a beszélgetések során fokozza gátlásaikat és bizonytalanságukat.
A tinédzserekre jellemző az ún. szó-idioszinkrázia, az egyén számára sajátos jelentést, érzelmi-indulati telítődést kapnak a többség számára közömbös szavak vagy kifejezések, amelyek általában valamilyen komplexust jeleznek.